# Paparangi
Paparangi est l’une des banlieues nord de la cité de Wellington, qui est la capitale de la Nouvelle-Zélande, siégeant dans le sud de l’Île du nord.

## Situation
Elle est localisée approximativement à 10 km au nord du centre de la cité, au nord-est de la ville de Johnsonville, au nord-ouest de celle de Newlands et au sud de la ville de Grenada et de Woodridge.
Elle est limitée au nord par la ville de Glenside.

## Population
La population était de 2 841 habitants à l’époque du recensement de 2013 en augmentation de 96 résidents par rapport au recensement de 2006.

## Toponymie
Le Ministère de la Culture et du Patrimoine de Nouvelle-Zélande a donné la traduction de "ciel plat " pour Paparangi.

## Activité économique
La banlieue a un petit centre commercial et un taux de décile faible pour l’école primaire Paparangi School,,.
Le secteur était initialement formé de petites fermes et une partie de la banlieue de Newlands devint une ville dortoir de Wellington avec des subdivisions majeures intervenues au début des années 1960 ajoutant ainsi une centaine de maisons en un an.
La société Beazley Homes of Tauranga (propriété de Barry Beazley) fut un élément majeur du développement.
Certains des noms de rues sont le prénom d’enfants vivant dans la région ou d’enfant, dont les parents furent impliqués dans le développement de la banlieue : Cara Crescent, Mark Avenue et Lynda Avenue furent nommées d’après le fils et la fille de Barry Beazley,.
En 1991, une nouvelle décharge fut ouverte dans la banlieue de Grenada, avec un accès direct via un passage supérieur vers la route adjacente, qui est la route State Highway 1/ autoroute S H 1.
Une extension de la route pourrait donner aux villes de Newlands et Paparangi un accès vers l’autoroute mais l’association de Grenada Village Progressive Association était inquiète de l’augmentation du trafic et de la vitesse des voitures.
À partir de 1994, le Wellington City Council ou WCC (en) a consulté les résidents, et en 2009 : la Mark Avenue Extension connectant les 2 routes fut ouverte par le maire de Paparangi.

## Histoire
Le secteur fut colonisé par un fermier nommé Thomas Drake venant du Devonshire en Angleterre, qui était un descendant de John Drake, le frère de Sir Francis Drake.
Il obtient une Crown Grant de 332 acres de terres en 1861.
Sa femme Ceres Selina Drake vendit les terres à la Couronne le 3 août 1897.
Ces terrains furent séparés dans les petites fermes du domaine de Paparangi Estate, dont l’un des petits villages de fermes de Richard Seddon, le leader du Gouvernement libéral de la Nouvelle-Zélande (en).
Un travailleur masculin recevait une section de 2 hectare (soit 5 acres) en location à perpétuité, sur laquelle il pouvait faire pousser des fruits et des légumes et avoir des cochons, des abeilles et des volailles.
Entre 1920 et 1930, il y avait 5 fermes laitières dans le secteur de Newlands et Paparangi, fournissant la ville de Wellington en lait.
Sam Styles avait une ferme laitière de 90 acres (soit 36 ha) nommée Ocean View Farm située au niveau de Horokiwi Road, Paparangi fournissant du lait et de la crème.
Il était conseiller du comté de Makara et plus tard fit circuler 200 moutons sur les 200 acres (soit 80 ha) sur les sommets de Horokiwi.
La ferme fut vendue à M. McKinley après le décès de Styles en 1935,.